# Aleksandr Petrov (pattinatore)
Aleksandr Dmitrievič Petrov (in russo Александр Дмитриевич Петров?; San Pietroburgo, 26 aprile 1999) è un ex pattinatore artistico su ghiaccio russo, campione nazionale junior della stagione 2014-15.
È inoltre vincitore di una medaglia d'oro e quattro d'argento nel circuito del Grand Prix ISU juniores di pattinaggio di figura.
Nella stagione 2014-2015 si è classificato secondo nella prima edizione del Challenger Series. Nella stagione 2015-2016 ha esordito nel Grand Prix classificandosi 6º nel Skate Canada International e nel Trophée Eric Bompard e si è classificato 3º ai campionati nazionali russi.

## Programmi
| Stagione  | Programma corto                                  | Programma libero                                                       | Esibizione                                  |
| --------- | ------------------------------------------------ | ---------------------------------------------------------------------- | ------------------------------------------- |
| 2014–2015 | - La Leyenda del Beso di Raul Di Blasio          | - Oblivion di Astor Piazzolla                                          |                                             |
| 2014–2015 | - El Conquistador di Maxime Rodriguez            | - Selezione di musiche (arrangiamento moderno) di Antonio Vivaldi      |                                             |
| 2013–2014 | - Il padrino di Nino Rota cor. di Edvald Smirnov | - C'era una volta in America di Ennio Morricone cor. di Edvald Smirnov | - Mr Pinstripe Suit di Big Bad Voodoo Daddy |
| 2012–2013 | - Fugue di Johann Sebastian Bach                 | - C'era una volta in America di Ennio Morricone cor. di Edvald Smirnov |                                             |
| 2011–2012 | - Summer di David Garrett                        |                                                                        |                                             |
| 2010–2011 | - Summer di David Garrett                        | - Kalinka - Cossack Patrol                                             |                                             |
| 2009–2010 |                                                  |                                                                        |                                             |
| 2008–2009 |                                                  | - Axel F (da Beverly Hills Cop) di Harold Faltermeyer                  |                                             |

## Risultati[2]
| Risultati | Risultati      | Risultati      | Risultati      | Risultati      | Risultati      | Risultati      | Risultati      | Risultati      | Risultati      | Risultati      |
| Internazionali | Internazionali | Internazionali | Internazionali | Internazionali | Internazionali | Internazionali | Internazionali | Internazionali | Internazionali | Internazionali |
| Evento | 2010–11        | 2011–12        | 2012–13        | 2013–14        | 2014–15        | 2015-16        | 2016-17        | 2017-18        | 2018-19        | 2019-20        |
| --- | -------------- | -------------- | -------------- | -------------- | -------------- | -------------- | -------------- | -------------- | -------------- | -------------- |
| Campionati europei di pattinaggio di figura                                                                           |                |                |                |                |                | 8°             |                |                |                |                |
| GP Cup of China |                |                |                |                |                |                | 6°             | 11°            |                |                |
| GP Trophée Eric Bompard                                                                                               |                |                |                |                |                | 6°             |                |                |                |                |
| GP Skate America |                |                |                |                |                |                |                | R              |                |                |
| GP GP Skate Canada |                |                |                |                |                | 6°             | 7°             |                |                |                |
| CS Warsaw Cup |                |                |                |                | 1°             |                |                |                |                |                |
| CS Finlandia |                |                |                |                | 3              |                | 6°             | 9°             |                |                |
| CS Golden Spin |                |                |                |                |                |                | 4°             | 8°             |                |                |
| CS Lombardia Trophy                                                                                                   |                |                |                |                |                |                |                | 7°             |                |                |
| CS Nebelhorn Trophy                                                                                                   |                |                |                |                |                |                | 1°             |                |                |                |
| CS Volvo Open Cup |                |                | 1° J.          | 2°             | 1°             |                |                |                |                |                |
| Cup of Nice |                |                | 1° J.          |                | 1°             | 6°             |                |                |                |                |
| Dragon Trophy |                |                |                |                |                |                |                |                | 1°             |                |
| Sarajevo Open |                |                |                |                |                | 2°             |                |                |                |                |
| Sportland Trophy |                |                |                |                |                | 2°             |                |                |                |                |
| Triglav Trophy |                |                |                |                |                |                | 1°             |                |                |                |
| Internazionali: Junior                                                                                                |                |                |                |                |                |                |                |                |                |                |
| Mondiali Junior |                |                |                | 4°             | 6°             |                | 4°             |                |                |                |
| JGP Finale |                |                |                | 5°             | 3°             |                |                |                |                |                |
| JGP Repubblica Ceca                                                                                                   |                |                |                | 2°             |                |                |                |                |                |                |
| JGP Francia |                |                | 5°             |                |                |                |                |                |                |                |
| JGP Polonia |                |                |                | 2°             |                |                |                |                |                |                |
| JGP Estonia |                |                |                |                | 1°             |                |                |                |                |                |
| JGP Slovenia |                |                |                |                | 2°             |                |                |                |                |                |
| JGP Turchia |                |                | 2°             |                |                |                |                |                |                |                |
| Sofia Trophy |                |                |                |                |                |                | 1°             |                |                |                |
| Triglav Trophy |                |                | 1°             |                |                |                |                |                |                |                |
| NRW Trophy |                | 1° N.          |                |                |                |                |                |                |                |                |
| Nestle Cup | 2° N.          | 1° N.          |                |                |                |                |                |                |                |                |
| Crystal Skate |                |                | 2°             |                |                |                |                |                |                |                |
| Nazionali |                |                |                |                |                |                |                |                |                |                |
| Campionati russi |                |                | 10°            | 8°             | 9°             | 3°             | 6°             | R              | 7°             |                |
| Campionati Russi Junior                                                                                               |                | 12°            | 3°             | 2°             | 1°             |                | 2°             |                |                |                |
| Coppa di Russia |                |                |                |                |                |                | 2°             |                | 2°             | 6°             |
| Categorie: N. = Novice; J. = Junior R = Ritirato JGP = Junior Grand Prix; CS = ISU Challenger Series; GP = Grand Prix |                |                |                |                |                |                |                |                |                |                |